# Pauszaniasz (hadvezér)
Pauszaniasz (görögül: Παυσανίας, ? – Kr. e. 470 k.) spártai Agiada herceg, a plataiai csata győztes hadvezére, Pleisztarkhosz uralkodása idején régens volt.

## Élete

### Családja
Pauszaniasz a Kr. e. 6. század vége körül született Kleombrotosz, későbbi Agiada régens gyermekeként. Nagyapja, II. Anaxandridész spártai király révén az Agiada hercegi cím birtokosává vált. Pauszaniasz Kr. e. 470-ben bekövetkezett halálát követően fiát, Pleisztoanaxot választották Spárta Agiada királyává.

### Politikai pályafutása
Atyja, Kleombrotosz régensi szerepének az idős politikus halála vetett véget, aki a szalamiszi csatát (Kr. e. 480) követően néhány nappal hunyt el. Mivel a thermopülöai csatában hősi halált halt I. Leónidasz egyetlen fia, Pleisztarkhosz a spártai hagyományok szerint ekkor még mindig túl fiatalnak számított az uralkodáshoz, Pauszaniaszt választották régenssé. Spárta Eurüpóntida királyával (II. Leótükhidasz) egyetértettek a követendő politikai elvben, mely szerint: nem vesznek részt a háború további részében és nem nyújtanak támogatást Athénnak.
Kr. e. 479-ben azonban csődöt mondott ezen terv és Pauszaniasz engedve a nyomásnak hadat szervezett, amellyel Athén felé haladt, elvonulásra kényszerítve ezzel a Mardoniosz vezette perzsákat. Az óvatosság azt diktálta Mardoniosznak, hogy visszahúzódjon Boiótiába, így a perzsa sereg – thébai szövetségeseivel együtt – egy Plataia mellett felépített erődben keresett menedéket. Mardoniosz többször próbálkozott Plataia síkságára csalogatni a Pauaszaniasz vezette görögöket, ám a hellén seregek az Aszóposz folyó túloldalán maradtak, így a túlerőben lévő perzsáknak kellett kezdeményezniük. Az utánpótlást nélkülöző görögök mintegy másfél hétig tudták tartani pozíciójukat, ám ekkor kénytelenek voltak visszahúzódni. A rendezetlenül visszavonuló athéni-spártai sereget megpillantva Mardoniosz támadást indított Pauszaniasz emberei ellen. Pauszaniasz a perzsa létszámfölény ellenére vállalta a csatát és néhány órán belül megfutamította a perzsákat. Hérodotosz állítása szerint a csata fordulópontját az jelentette, mikor egy spártai parittyás fejbe lőtte Mardoniosz fővezért, aki belehalt ebbe. A vezér elestét látva a perzsák Artabazosz irányításával visszavonulásba kezdtek.
Kr. e. 478 tavaszán Pauszaniasz vezetésével a Görög Expedíciós Hadsereg Ciprusra majd Byzantiumra támadt. A hadjárat célja a perzsák kiszorítása volt a Dardanellák környékéről, amely biztosította volna a görög városállamok védelmét a perzsák további terjeszkedésével szemben. Ám szárnyra kapott a hír, hogy Pauszaniasz titokban megegyezett Artabazosszal, így hamarosan visszarendelték Spártába. Pauszaniasz ellen pert indítottak árulás vádjával, de bebizonyosodott ártatlansága (a pletykát valószínűleg Ariszteidész terjesztette, aki Pauszaniasz fővezéri címére pályázott). Az incidens eredményeként Spárta befejezettnek nyilvánította részvételét a háborúban, míg Athén a Déloszi Szövetség megalapításához fogott.
Régensi címétől megválva Byzantiumba ment, ahol egyesek szerint saját államot szándékozott alapítani. Ez szembement Athén érdekeivel, így Colophonba kellett menekülnie. Kr. e. 471-ben hazatért Spártába.

## Fordítás
- Ez a szócikk részben vagy egészben  a   Pausanias (general) című angol Wikipédia-szócikk fordításán alapul.  Az eredeti cikk szerkesztőit annak laptörténete sorolja fel. Ez a jelzés csupán a megfogalmazás eredetét és a szerzői jogokat jelzi, nem szolgál a cikkben szereplő információk forrásmegjelöléseként.